# Tomáš Sklenárik
Tomáš Sklenárik (* 13. Oktober 1999 in Revúca, Banskobystrický kraj) ist ein slowakischer Biathlet. Er startet seit 2021 im Weltcup und nahm an den Olympischen Spielen 2022 teil.

## Sportliche Laufbahn
Sklenárik trat erstmals in der Saison 2017/18 in Erscheinung, als er mehrere Rennen im IBU-Junior-Cup und bei den Jugendweltmeisterschaften bestritt. Letztere verliefen mit vier Top-Ten-Ergebnissen durchaus erfolgreich. Im Januar 2019 gab er in Duszniki-Zdrój seinen Einstand im IBU-Cup und beendete die beiden Sprintrennen im Mittelfeld. Weniger erfolgreich verlief der Winter 2019/20, weder im IBU-Cup noch auf Juniorenebene gab es gute Ergebnisse zu berichten. Ab Ende 2020 lief der Slowake durchgehend im IBU-Cup, sein bestes Ergebnis erzielte er im Januar 2021 in Osrblie mit Rang 28 in Sprint und Verfolgung. Im August des Jahres konnte Sklenárik bei den Sommerbiathlonweltmeisterschaften schließlich auch seine erste Medaille bei den Junioren gewinnen, im Sprint gewann er hinter Tomáš Mikyska und Vítězslav Hornig Bronze.
Zu Beginn der Saison 2021/22 gab Sklenárik in Östersund sein Debüt im Biathlon-Weltcup und wurde sofort 55. des Einzels. Nach eher schwachen Ergebnissen wurde er zwar kurz darauf wieder in den IBU-Cup versetzt, kam aber im neuen Jahr wieder zurück in die höchste Rennklasse und zeigte beim Weltcup von Antholz mit Rang 53 im Einzelrennen auf. In seiner ersten Weltcupsaison wurde der Slowake auch sofort für die Olympischen Spiele in Peking nominiert, kam dort aber in allen eingesetzten Rennen auf hinteren Plätzen ins Ziel. Sein bestes Weltcupergebnis feierte Sklenárik in Otepää mit der Mixedstaffel, dank eines starken Starts von Michal Šíma wurde das Team um Ivona und Paulína Fialková Sechste von 20 Staffeln.
Mit Rang 45 im Einzel stellte Sklenárik am Beginn der Saison 2022/23 in Kontiolahti sein Bestergebnis auf. Nach dem Jahreswechsel war er nur noch auf der Pokljuka am Start, den restlichen Winter musste er aufgrund von gesundheitlichen Problemen aussetzen. Mit dem Ausfall war das slowakische Team erstmals in seiner Geschichte nicht in der Lage, eine Herrenstaffel zu stellen und schloss den Winter einzig durch die Hilfe von Comebacks eigentlich zurückgetretener Routiniers wie Matej Kazár oder Tomáš Hasilla in der Nationenwertung noch auf Rang 24 (und damit einem Rekordtief) ab, womit im Folgewinter lediglich zwei Startplätze zur Verfügung stehen. Da sich Sklenárik im Folgewinter läuferisch zwar steigern konnte, in der Schießquote aber abbaute, konnte er seine Bestergebnisse nicht unterbieten und auch in keinem Rennen unter die besten 60 laufen. Bei den Europameisterschaften in seiner Heimat resultierte im Einzel Platz 27 und mit der Mixedstaffel Rang zehn, bei der WM sprang als bestes Individualresultat Platz 66 im Einzelwettkampf heraus. In der Saison 2024/25 gewann der Slowake im Sprint von Antholz als 39. seine ersten beiden Weltcuppunkte, kam in allen weiteren Rennen aber aufgrund fehlender läuferischer Form nicht an dieses Ergebnis heran.

## Persönliches
Sklenárik studiert Wirtschaftswissenschaften an der Matej-Bel-Universität Banská Bystrica und gehört auch als einziger Biathlet der Nationalmannschaft deren Biathlonteam an.

## Statistiken

### Weltcupplatzierungen
Die Tabelle zeigt alle Platzierungen (je nach Austragungsjahr einschließlich Olympische Spiele und Weltmeisterschaften).
- 1.–3. Platz: Anzahl der Podiumsplatzierungen
- Top 10: Anzahl der Platzierungen unter den ersten zehn (einschließlich Podium)
- Punkteränge: Anzahl der Platzierungen innerhalb der Punkteränge (einschließlich Podium und Top 10)
- Starts: Anzahl gelaufener Rennen in der jeweiligen Disziplin
- Staffel: inklusive Mixed- und Single-Mixed-Staffeln

| Platzierung               | Einzel | Sprint | Verfolgung | Massenstart | Staffel | Gesamt |
| ------------------------- | ------ | ------ | ---------- | ----------- | ------- | ------ |
| 1. Platz                  |        |        |            |             |         |        |
| 2. Platz                  |        |        |            |             |         |        |
| 3. Platz                  |        |        |            |             |         |        |
| Top 10                    |        |        |            |             | 1       | 1      |
| Punkteränge               |        | 1      |            |             | 14      | 15     |
| Starts                    | 7      | 21     | 1          |             | 14      | 43     |
| Stand: Saisonende 2024/25 |        |        |            |             |         |        |

### Weltcupwertungen
Ergebnisse bei Weltcups (Disziplinen- und Gesamtweltcup) gemäß Punktesystem.
| Saison  | Einzel | Einzel | Sprint | Sprint | Verfolgung | Verfolgung | Massenstart | Massenstart | Gesamt | Gesamt |
| Saison  | Platz  | Punkte | Platz  | Punkte | Platz      | Punkte     | Platz       | Punkte      | Platz  | Punkte |
| ------- | ------ | ------ | ------ | ------ | ---------- | ---------- | ----------- | ----------- | ------ | ------ |
| 2024/25 | –      | –      | 80.    | 2      | –          | –          | –           | –           | 90.    | 2      |

### Olympische Winterspiele
Ergebnisse bei Olympischen Winterspielen:
|                                        | Einzelwettbewerbe | Einzelwettbewerbe | Einzelwettbewerbe | Einzelwettbewerbe | Staffelwettbewerbe | Staffelwettbewerbe |
| Einzel                                 | Sprint            | Verfolgung        | Massenstart       | Herrenstaffel     | Mixedstaffel       |                    |
| -------------------------------------- | ----------------- | ----------------- | ----------------- | ----------------- | ------------------ | ------------------ |
| Olympische Winterspiele 2022 \| Peking | 80.               | 87.               | –                 | –                 | 21.                | 17.                |

### Weltmeisterschaften
Ergebnisse bei den Weltmeisterschaften:
| Weltmeisterschaften | Weltmeisterschaften | Einzelwettbewerbe | Einzelwettbewerbe | Einzelwettbewerbe | Einzelwettbewerbe | Staffelwettbewerbe | Staffelwettbewerbe | Staffelwettbewerbe |
| Jahr                | Ort                 | Einzel            | Sprint            | Verfolgung        | Massenstart       | Herrenstaffel      | Mixedstaffel       | S.-M.-Staffel      |
| ------------------- | ------------------- | ----------------- | ----------------- | ----------------- | ----------------- | ------------------ | ------------------ | ------------------ |
| 2024                | Nové Město          | 66.               | 72.               | –                 | –                 | 23.                | 16.                | 22.                |
| 2025                | Lenzerheide         | 85.               | 91.               | –                 | –                 | 21.                | 12.                | –                  |

### Jugend-/Juniorenweltmeisterschaften
Sklenárik nahm 2018 an den Jugend-, ab 2019 an den Juniorenwettkämpfen teil.
| Weltmeisterschaften | Weltmeisterschaften | Einzelwettbewerbe | Einzelwettbewerbe | Einzelwettbewerbe | Herrenstaffel |
| Jahr                | Ort                 | Einzel            | Sprint            | Verfolgung        | Herrenstaffel |
| ------------------- | ------------------- | ----------------- | ----------------- | ----------------- | ------------- |
| 2018                | Otepää              | 5.                | 10.               | 9.                | 10.           |
| 2019                | Osrblie             | 66.               | 19.               | 32.               | 10.           |
| 2020                | Lenzerheide         | 59.               | 42.               | 50.               | 16.           |
| 2021                | Obertilliach        | 79.               | 41.               | 37.               | 16.           |